# Astrid Kohrs
Astrid Kohrs (* 17. Juni 1969 in Hamburg) ist eine deutsche Schauspielerin.

## Leben und Wirken
Astrid Kohrs besuchte das Max-Reinhardt-Seminar in Wien sowie die Max-Reinhardt-Schule für Schauspiel in Berlin. Neben ihren Theaterengagements tritt sie seit Mitte der 1980er-Jahre in kleineren Rollen in Fernsehserien auf. Seit Ende der 1980er-Jahre arbeitet Kohrs zudem für den Rundfunk.
Kohrs lehrt Schauspiel an der Filmschauspielschule Berlin.

## Filmografie (Auswahl)
- 1990: Liebling Kreuzberg (Fernsehserie, Folge Blumen für den Rechtsanwalt)
- 1995: Tatort – Endstation
- 2004–2005: Der Heiland auf dem Eiland
- 2007: Allein unter Bauern
- 2007: Notruf Hafenkante (Fernsehserie, Folge Fahrerflucht)
- 2008: Der Mann an ihrer Seite
- 2009: Tatort – Neuland
- 2009: Doktor Martin
- 2014: Die letzten Millionen – Wenn das Altenheim im Lotto gewinnt
- 2015: Eins ist nicht von dir
- 2016: Die Spezialisten – Im Namen der Opfer (Fernsehserie, Folge Die Mädchen aus Ost-Berlin)
- 2017: Jahr des Tigers
- 2019: 36 Husbands
- 2020: Verbotene Liebe – Next Generation, als Iris Reinhard
- 2022: In aller Freundschaft (Fernsehserie, Folge Kontrollverlust)
- 2023: Morden im Norden (Fernsehserie, Folge Blutspur)
- 2024: In aller Freundschaft – Die jungen Ärzte (Fernsehserie, Folge Orientierungshilfe)

## Theaterarbeit
- Köln: 19. November 2004 bis 5. Februar 2005: Alles Liebe, R. Heinersdorff, Frank Hörner

- Berlin und Hamburg:
- das Liebeskonzil, Donna Sancia etc., Franz Mareijnen
- Kleinbürger, Gorki, Polja, Harald Clemen
- Florentinerhut, Labiche, Helêne, Harald Clemen
- Traumspiel, Strindberg, alles mögl., Augusto Fernandez
- D’Artagnan, kleiner D’Artagnan, Trommler etc., Jérôme Savary
- Messias, Sherman, Rahel, Hans Otto Zimmermann
- Spiel zu zweit, Wiliam Gibson, Gittel Mosca, K.H. Fiege
- Liebe Jelena Sergejewna, Rasumowskaja, Ljalja, Martin Woelffer
- Das kunstseidene Mädchen, Keun / Greiffenhagen, (Uraufführung), Martin Woelffer
- Mitsommernachtssexkomödie, W. Allen, Dulcy, Jirî Menzel
- Warte bis es dunkel ist, Knott, Susy Hendrix, F. Braband
- Glückliche Zeiten, Ayckbourn, Maureen, Martin Woelffer
- Der gute Mensch von Sezuan, Brecht, Shen Te, Seeseman

- Schwedt an der Oder:
- Linie 1, das Mädchen, Peter Kock
- Madame de Sade, Mishima, ebendie, Bernhard Dittmar
- Trotz aller Therapie, Durang, Therapeutin, Joachim Kossak
- Zur schönen Aussicht, Horváth, Christine, Rühle

## Hörspiele
- 1990: Paul Hengge: Ein Pflichtmandat – Regie: Robert Matejka (Hörspiel – RIAS Berlin)
- 1991: Edgar Hilsenrath: Das Märchen vom letzten Gedanken – Regie: Peter Groeger (Hörspiel – SFB/HR)